# Marc Lembeck
Marc Lembeck (* 4. März 1989 in Solingen) ist ein deutscher Pararuderer, der bis 2023 sowohl bei Weltmeisterschaften als auch bei Europameisterschaften je eine Silber- und eine Bronzemedaille gewann.

## Sportliche Karriere als Leichtathlet
Marc Lembeck nahm 2008 als Leichtathlet an den Paralympischen Spielen in Peking teil. Drei Jahre später wurde er bei den Leichtathletik-Weltmeisterschaften der Behinderten 2011 Vierter im Fünfkampf der Behindertenklasse P11-13 mit 19 Punkten Rückstand auf den drittplatzierten Thomas Ulbricht.

## Sportliche Karriere als Ruderer
Marc Lembeck rudert für den RTHC Bayer Leverkusen. Als seine körperliche Einschränkung wird eine Sehbehinderung angegeben.
Marc Lembeck nahm 2019 erstmals an Weltmeisterschaften teil, trat allerdings zum Hoffnungslauf im Mixed-Zweier nicht an. 2022 und 2023 bildeten Susanne Lackner, Jan Helmich, Marc Lembeck, Kathrin Marchand und Steuerfrau Inga Thöne den deutschen Mixed-Vierer. Bei den Europameisterschaften 2022 in München siegten die Briten vor den Franzosen, sieben Sekunden hinter den Franzosen ruderte das deutsche Boot über die Ziellinie. Bei den Weltmeisterschaften in Račice u Štětí gewannen die Briten. 18 Sekunden hinter den Briten aber viereinhalb Sekunden vor den Franzosen wurden die Deutschen Zweite. Auch 2023 bei den Europameisterschaften in Bled ruderten die Briten als Erste ins Ziel, fünf Sekunden dahinter erkämpften die Deutschen die Silbermedaille vor dem französischen Boot. Drei Monate später bei den Weltmeisterschaften in Belgrad setzten die Briten ihre Siegesserie fort. Drei Sekunden nach den Briten erreichte das Quintett aus den Vereinigten Staaten den zweiten Platz mit viereinhalb Sekunden Vorsprung vor der deutschen Crew.
Bei den Paralympics 2024 in Paris erreichte er im Mixed-Zweier im Finale den 4. Platz.

## Berufliches
Marc Lembeck war zunächst beim Deutschen Behindertensportverband und dann als Event-Inklusionsmanager beim Deutschen Ruderverband tätig.